# کوین مالون
کوین مالون یک شخصیت تخیلی در مجموعه تلویزیونی اداره است. شخصیت آن توسط برایان بومگارتنر به تصویر کشیده شده‌است. همتای کوین در نسخه بریتانیایی کیث بیشاپ است.
کوین یکی از معدود شخصیت‌های اصلی-جزئی در اداره است که مستقیماً بر اساس شخصیتی از نسخه اصلی بریتانیایی ساخته شده‌است. او براساس کیت بیشاپ ساخته شده‌است که از نظر کووین در مهارت‌های ارتباطی، علاقه موسیقایی و اندازه بزرگ سهیم است. کوین در بخش حسابداری در شرکت داندر میفلین شعبه اسکرانتون است. حسابداران دیگر اسکار مارتینز و آنجلا مارتین هستند.
مجله اسلیت اظهار داشت یکی از دلایلی که آنها منتظر بازگشت مجموعه در پاییز ۲۰۰۷ بودند این شخصیت بود.
کوین همان‌طور که در قسمت «پادکست» گفته شده ایرلندی است و همان‌طور که در قسمت «تحویل کالا» آمده‌است در اطراف اسکرانتون بزرگ نشده‌است. کوین پس از اقدام به کار در انبار، به عنوان حسابدار در داندر میفلین استخدام شد زیرا مایکل اسکات «نسبت به او یک حس خاص داشت». کوین با زنی به نام استیسی که یک دختر به نام ابی دارد نامزد کرده بود. استیسی چهارمین زنی بود که کوین از او خواستگاری کرد، اما اولین بود کسی که بله گفت، و او بسیار خوشحال بود، هرچند که او را مخفیانه به عنوان گزینه دوم برای یکی از زنان دیگر، ملیسا رایلی در نظر گرفت. دربارهٔ استیسی اطلاعات کمی در دست است، گرچه ممکن است در قسمت فصل دوم «داندی‌ها» به عنوان زنی که همراه کوین بود دیده شده بشاد.
در یک وبیزود از «حسابداران»، آنجلا با تمسخر کوین را یک نابغه خطاب می‌کند، هرچند کوین مخفیانه فکر می‌کند ضریب هوشی ۱۰۰ او را به یک نابغه تبدیل می‌کند.
کوین یک هوندا سی‌آر-وی دارد.